# Кагальник
Кагальник — старовинне українське село в Азовському районі Ростовської області. Входить до складу Кагальницького сільського поселення, є його адміністративним центром.
Кагальник положено на правому березі річки Кагальник й на лівому березі рукава Дону Каменника.

## Історія
Кагальник заснований в 1670 році Степаном Разіним. Є, щонайменше, три версії про виникнення села.
В квітні 1671 козацька верхівка в Кагальнику захопила братів Степана та Фрола Разіних і видала їх царському урядові.
Таганрізький й Катеринославський єпископ Феодосій Макаревський в «Матеріалах для історико-статистичного опису Катеринославської єпархії» (1880) пише:
|  | Въ Кагальникъ издавна зимовниками и хуторами сидело нѣсколько запорожцевъ, спокойно занимавшихся рыбнымъ и звѣринымъ промыслами.... Въ 1736 году въ Кагальникѣ поселилось нѣсколько семействъ малороссійскаго народа; около 1750 года число семейнаго малороссійскаго народа въ Кагальникѣ увеличилось. Въ 1750 году Кагальничане имѣли уже у себя походную церковь во имя Покрова Богоматере и при ней іеромонаха Самарскаго монастыря. Въ 1776 году, губернаторъ Чертковъ, ... назвалъ Кагаль-никъ государственною слободою... Въ октябрѣ 1781 года жители Кагальницкой государственной малороссійской слободы,... начали хлопотать объ устройствѣ въ своей слободѣ постоянной, не-подвижной церкви |

 «Всі мандрівники з західного краю, всі чумацькі і козацькі ватажки, які йшли на Дон і в Кагальник за рибою, з одного боку, а разом з усім промисловці і торговці з Курської та Орловської, з Воронізької та Харківської губерній, які вирушали в Крим по сіль, з іншого боку, — всі переїжджали через Дніпро, на правій стороні його, у Нового Кодака, а на лівій — у Кам'янки».» 

## Місцевості
Старовинні назви місцевостей Кагальника:
- Беззадівка,
- Глинища,
- Замост'я,
- Короста,
- Кішачий городок, (ймовірно від Коша)
- Мілліонівка,
- Мотня,
- Пеньки,
- Черепаше,
- Кам'янка.